# Patxi López
Francisco Javier López Álvarez, dit Patxi López, né le 4 octobre 1959 à Portugalete, est un homme politique espagnol, membre du Parti socialiste ouvrier espagnol (PSOE).
En 1987, âgé de moins de trente ans, il entre au Congrès des députés, où il siège deux ans, puis devient, en 1991, député au Parlement basque. Nommé secrétaire à l'Organisation du Parti socialiste du Pays basque-PSOE (PSE-PSOE) cette même année, il en prend la direction en Biscaye en 1997.
Il est désigné, lors d'un congrès extraordinaire en 2002, secrétaire général du Parti socialiste du Pays basque-Gauche basque-PSOE (PSE-EE-PSOE), dont il est chef de file aux élections régionales de 2005. Ayant redonné aux socialistes la place de deuxième parti du Pays basque, il se représente en 2009 et, après avoir passé un accord avec le Parti populaire, est investi président du gouvernement. Il est remplacé, en 2012, par le nationaliste Iñigo Urkullu.
Il est brièvement président du Congrès des députés en 2016.

## Biographie

### Enfance et jeunesse
Il est né dans une famille ouvrière, native de Las Encartaciones. Dès son enfance, il a baigné dans l'idéologie socialiste, étant le fils d'Eduardo López Albizu, un dirigeant historique du socialisme basque. Il est tombé très jeune dans la passion du cinéma, dans la mesure où son grand-père était caissier d'une salle à Portugalete.
Alors qu'il effectuait des études supérieures de génie industriel à l'université du Pays basque, il décide de quitter l'enseignement supérieur à 28 ans, sans avoir obtenu son diplôme.
Sa mère meurt le 23 janvier 2018 ; le même jour que celle du président d'Estrémadure Guillermo Fernández Vara.

### Rapide début de carrière politique
Il adhère aux Jeunesses socialistes d'Espagne (JSE) en 1975, et au Parti socialiste ouvrier espagnol (PSOE) deux ans plus tard. Élu secrétaire général des JSE au Pays basque en 1985, il devient député pour Biscaye au Congrès des députés en 1987, en remplacement de José Antonio Saracibar. Il est alors le deuxième plus jeune membre de la chambre, après José Luis Rodríguez Zapatero.
Il abandonne la direction des JSE basques en 1988, tout en entrant à la commission exécutive du Parti socialiste du Pays basque (PSE-PSOE), fédération socialiste basque. L'année suivante, il n'est pas réélu député national.

### Ascension au sein du PSOE basque
En 1991, il est élu député régional de Biscaye au Parlement basque, et désigné secrétaire à l'Organisation du PSE-PSOE. Il démissionne de ce poste en 1995, pour devenir secrétaire aux Relations institutionnelles du PSOE de Biscaye, dont il est élu secrétaire général en octobre 1997.
À l'occasion d'un congrès extraordinaire du Parti socialiste du Pays basque-Gauche basque (PSE-EE-PSOE), il en devient secrétaire général le 22 mars 2002, en remplacement de Nicolás Redondo.
Il conduit ensuite la campagne des socialistes aux élections régionales de 2005, au cours desquelles le parti remporte 22,6 % des voix et 18 députés, retrouvant sa deuxième place perdue sept ans plus tôt.

### Procès pour contacts avec l'ETA
Au mois d'octobre 2007, le tribunal supérieur de justice du Pays basque (TSJPV) ouvre, contre l'avis du procureur, une procédure judiciaire contre lui, Juan José Ibarretxe, le lehendakari de l'époque, et Rodolfo Ares, chef du groupe socialiste au Parlement régional, pour « désobéissance civile », pour avoir participé à une réunion avec Batasuna le 6 juillet 2005. Finalement, l'affaire est classée le 11 janvier 2009, pour absence de partie accusatrice, en application de la jurisprudence Botín.

### Président du gouvernement basque

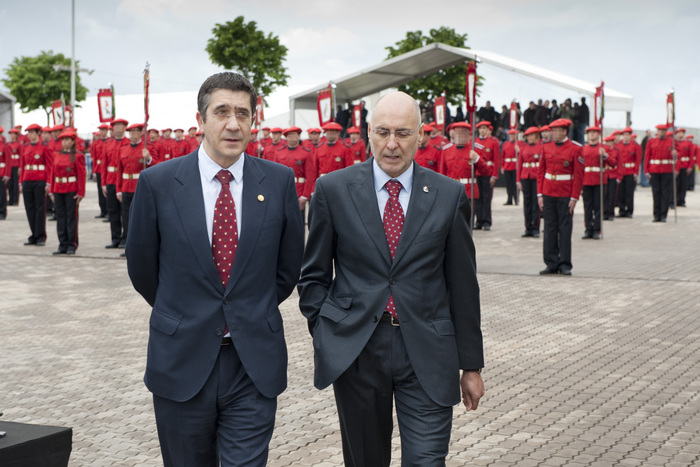
Patxi López et Rodolfo Ares, à la célébration du jour de l’Ertzaintza, en 2010.

De nouveau candidat à la présidence du gouvernement basque aux élections régionales du 1er mars 2009, il arrive de nouveau en deuxième position, avec 30,7 % des voix et 25 députés sur 75, derrière le Parti nationaliste basque (EAJ/PNV). Il trouve, vingt-cinq jours plus tard, un accord avec le Parti populaire (PP), qui a recueilli 13 sièges et obtient ainsi la présidence du Parlement basque. Le 5 mai, Patxi López est investi lehendakari de la communauté autonome du Pays basque par 39 voix, le seul député d'Union, progrès et démocratie (UPyD) lui ayant également accordé son vote. Il prête serment deux jours plus tard, sous l'arbre de Guernica, en espagnol et en basque, alors qu'il ne parle pas cette langue. Il forme ensuite un gouvernement de dix conseillers, dont quatre indépendants.
En 2011, il se montre plus critique envers la direction nationale du PSOE, réclamant la tenue d'un congrès extraordinaire, plutôt que d'une élection primaire, pour la désignation du chef de file aux élections générales, à la suite de la déroute socialiste aux élections locales du 23 mai. Au mois d'août, il remet en cause l'idée de José Luis Rodríguez Zapatero d'inscrire une limite au déficit public dans la Constitution, en affirmant que cette réforme ne doit pas « être un corset » qui freinerait les politiques sociales.

### Retour dans l'opposition
Choisi comme secrétaire aux Relations politiques par le nouveau secrétaire général du parti, Alfredo Pérez Rubalcaba, en février 2012, il convoque des élections régionales le 21 octobre suivant, la rupture avec le PP rendant impossible l'adoption du budget. Du fait de la victoire, relative, du EAJ/PNV et de l'échec du PSE-EE-PSOE, le nationaliste Iñigo Urkullu est investi, le 13 décembre, par le Parlement, et prend ses fonctions deux jours plus tard.
À la suite des élections européennes du 25 mai 2014, il indique qu'il compte renoncer à ses fonctions de secrétaire général du PSE-EE-PSOE. À l'occasion du congrès fédéral extraordinaire qui se tient à la fin du mois de juillet, il devient secrétaire à l'Action politique et à la Citoyenneté dans la direction formée par Pedro Sánchez. Le 16 septembre, Idoia Mendia est élue par les militants pour lui succéder comme chef des socialistes basques.

### Président du Congrès des députés
Lors des élections législatives du 20 décembre 2015, il fait son retour au Congrès des députés, comme député de Biscaye. Pedro Sánchez propose alors son nom pour la présidence de la chambre basse des Cortes. Le 13 janvier 2016, Patxi López est élu président du Congrès des députés par 130 voix favorables, contre 71 à la députée de Podemos Carolina Bescansa, au second tour de scrutin, ayant bénéficié de l'abstention du Parti populaire et du soutien de Citoyens - Parti de la Citoyenneté (C's). Il est le premier titulaire de cette charge à ne pas être issu du groupe politique le plus important en nombre d'élus.
Après les élections générales anticipées qui se tiennent en juin suivant, il brigue de nouveau la présidence de la chambre basse mais ne remporte que 155 voix au second tour de scrutin contre 169 à Ana Pastor, qui lui succède.

### Candidature au secrétariat général du PSOE
Le 15 janvier 2017, après avoir convoqué les médias la veille et appelé les différents dirigeants territoriaux, il annonce sa candidature à la primaire visant à désigner le prochain secrétaire général du PSOE à l'occasion du 39e congrès fédéral du Parti socialiste ouvrier espagnol. Il est le premier à se porter candidat et soutient qu'il ira jusqu'au bout de sa démarche. Celle-ci est mal perçue parmi les soutiens de l'ancien secrétaire général Pedro Sánchez mais se veut un compromis entre la ligne officielle portée par Susana Díaz et les critiques regroupés autour du premier. Arrivé en dernière position, il accepte d'être intégré parmi la candidature du vainqueur Pedro Sánchez. Il devient à cet effet le secrétaire à la Politique territoriale de la commission exécutive fédérale du PSOE.
Après la constitution du gouvernement Sánchez I en juin 2018 et la démission de nombreux députés devenus ministres ou secrétaires d'État, il devient porte-parole titulaire à la nouvelle commission de la Politique territoriale présidée par l'andalou Juan Ignacio Zoido.